# Avolar
Avolar – nieistniejąca meksykańska tania linia lotnicza z siedzibą w Tijuanie. Głównym węzłem był port lotniczy Tijuana. Funkcjonowała w latach 2005-2008.